# Yngve Hamrin
Rickard Yngve Hamrin (i riksdagen kallad Hamrin i Jönköping), född 16 oktober 1907 i Jönköping, död där 25 augusti 1969, var en svensk publicist och politiker (folkpartist). 
Yngve Hamrin var son till Josef och Beda Hamrin, bror till Carl-Olof Hamrin och Agne Hamrin, samt brorson till Felix Hamrin.
Yngve Hamrin blev filosofie kandidat vid Lunds universitet 1930 och började samma år som medarbetare på sin familjens tidning Jönköpings-Posten, och var redaktionssekreterare från 1931 samt chefredaktör  1935–69. 
Han var också aktiv i nykterhetsrörelsen samt i Svenska alliansmissionen, i vars styrelse han blev ledamot 1951.
Han var riksdagsledamot i andra kammaren för Jönköpings läns valkrets från 1953 till sin död 1969. I riksdagen satt han bland annat i konstitutionsutskottet som suppleant 1953–63 och som ledamot 1964–69. Han var flitigt engagerad i bland annat konstitutionella, religiösa och sociala frågor. Bland de frågor han ägnade sig åt kan nämnas alkoholpolitik samt boxningens skadeverkningar.